# Отношения Великобритании и ДР Конго
Отношения Великобритании и Демократической Республики Конго — двусторонние дипломатические отношения между Великобританией и Демократической Республикой Конго.

## История
Великобритания учредила первую дипломатическую миссию в Свободном государстве Конго в 1902 году, когда в столице Боме было построено британское консульство. Вице-консульство позже открылось в Леопольдвиле в 1906 году. В 1923 году Леопольдвиль был провозглашён столицей Бельгийского Конго, в 1930 году британское консульство в Боме закрылось, а вице-консульство в Леопольдвиле стало консульством.
Соединённые Штаты Америки и Великобритания поддерживали президента Мобуту Сесе Секо в Заире из-за его антикоммунистической политики. В декабре 1973 года Мобуту совершил государственный визит в Великобританию.
В Демократическую Республику Конго поступает помощь от Великобритании: в 2014 году министерство международного развития Великобритании выделило 162,2 млн фунтов стерлингов на программы помощи этой страны.

## Дипломатические представительства
- Великобритания имеет посольство в Киншасе[4].
- У Демократической Республики Конго имеется посольство в Лондоне[5].